# Farnborough Airfield

i7
i11
i13
Das Farnborough Airfield (IATA-Code: FAB, ICAO-Code: EGLF) ist ein für den Geschäftsflugverkehr genutzter Flugplatz rund 55 km südwestlich von London in der Grafschaft Hampshire im Süden Englands.

## Geschichte
Der Flugplatz wurde vom Verteidigungsministerium des Vereinigten Königreichs (MOD) 1908 gegründet. Als militärischer Stützpunkt wurde das Gelände von der Royal Aircraft Establishment genutzt. Der Flugpionier Samuel Franklin Cody absolvierte dort am 16. Oktober 1908 den ersten motorisierten Flug in Großbritannien.
Die ersten zivilen Flüge fanden ab 1989 statt, der luxemburgische Konzern Techniques d’Avant Garde (TAG) übernahm 1997 den Betrieb des Flugplatzes. 2003 wurde der Flugplatz für 99 Jahre von der Civil Aviation Authority an die TAG verleast. Der Flugplatz wird nur von Geschäftsreiseflugzeugen genutzt. Die örtlichen Angelegenheiten obliegen dem Verwaltungsbezirk  Rushmoor.
Der Secretary of State hat im Februar 2011 die Erlaubnis für bis zu 50.000 Flugbewegungen / Jahr erteilt. Diese Zahl will der Betreiber bis 2019 erreichen.

## Einrichtungen
Neben der britischen Verkehrsbehörde Air Accidents Investigation Branch (AAIB) ist auch ein Flugsimulatorzentrum der FlightSafety ansässig. Das neue von TAG errichtete Passagierterminal wurde 2006 in Anwesenheit von Prinz Andrew, Herzog von York eröffnet.

## Farnborough International Airshow
Alle zwei Jahre findet auf dem Gelände die von der Society of British Aerospace Companies (SBAC) veranstaltete internationale Messe der Luft- und Raumfahrt, die Farnborough International Airshow statt.

## Zwischenfälle
- Am 19. August 1952 zerbrach eine Vickers Valetta C.1 der Royal Air Force (Luftfahrzeugkennzeichen VL266) auf einem Testflug 13 Kilometer westlich des Startflugplatzes Farnborough und stürzte nahe Hook, Hampshire, ab. Zuerst löste sich die Seitenflosse, dann die linke Tragfläche, gefolgt von der rechten. Die beiden Piloten wurden getötet.[7]

- Am 2. Dezember 1958 stürzte eine Vickers Viscount 732 der britischen Hunting-Clan Air Transport (G-ANRR) auf einem Testflug nach einer Generalüberholung in den Boden. In rund 1000 Fuß Höhe brach die rechte Tragfläche ab und die Maschine stürzte 4 Kilometer nordnordöstlich des Flugplatzes Farnborough, 26 Kilometer südwestlich des Startflughafens London Heathrow ab. Es war zu einem Strukturversagen in der Luft gekommen, weil bei der Wartung die Seile der Höhenrudertrimmung vertauscht worden waren und außerdem die nachlässige Funktionsüberprüfung der Trimmung durch das Wartungspersonal den Fehler unbemerkt ließ. Alle 6 Besatzungsmitglieder, die einzigen Insassen, wurden getötet (siehe auch Flugunfall der Hunting-Clan Air Transport bei Frimley).[8][9]

## Trivia
Am Flugplatz fanden 2008 die Dreharbeiten zum Film James Bond 007: Ein Quantum Trost statt. Im Film wird die Szene als ein fiktiver österreichischer Flughafen Bregenz dargestellt.